# Ben Loomis
Benjamin Loomis detto Ben (9 giugno 1998) è un combinatista nordico statunitense.

## Biografia
Attivo in gare FIS dall'ottobre del 2011, Loomis ha esordito in Coppa del Mondo il 3 dicembre 2016 a Lillehammer (43º), ai Campionati mondiali a Lahti 2017, piazzandosi 44º nel trampolino lungo, e ai Giochi olimpici invernali a Pyeongchang 2018, dove si è classificato 41º nel trampolino normale, 40º nel trampolino lungo e 10º nella gara a squadre. L'anno dopo ai Mondiali di Seefeld in Tirol è stato 33º nel trampolino normale, 44º nel trampolino lungo, 10º nella gara a squadre dal trampolino normale e 9º nella sprint a squadre dal trampolino lungo, mentre a quelli di Oberstdorf 2021 si è classificato 33º nel trampolino normale, 31º nel trampolino lungo, 9º nella gara a squadre e 9º nella sprint a squadre; l'anno dopo ai XXIV Giochi olimpici invernali di Pechino 2022 si è piazzato 15º nel trampolino normale, 19º nel trampolino lungo e 6º nella gara a squadre. Ai Mondiali di Planica 2023 è stato 27º nel trampolino normale, 31º nel trampolino lungo, 8º nella gara a squadre e 7º nella gara a squadre mista e 9º nella gara a squadre mista e a quelli di Trondheim 2025 si è classificato 21º nel trampolino normale, 23º nel trampolino lungo, 8º nella gara a squadre e 9º nella gara a squadre mista.

## Palmarès

### Mondiali juniores
- 1 medaglia:
  - 1 bronzo (individuale 10 km a Kandersteg 2018)

#### Coppa del Mondo
- Miglior piazzamento in classifica generale: 27º nel 2024